# Bellator 215
Bellator 215: Mitrione vs. Kharitonov è stato un evento di arti marziali miste tenuto dalla Bellator MMA il 15 febbraio 2019 alla Mohegan Sun Arena di Uncasville negli Stati Uniti.

## Risultati
|                  | Divisione              |                   |           |                   | Metodo                                      | Round     | Tempo     | Premio    |
| Main Card        | Main Card              | Main Card         | Main Card | Main Card         | Main Card                                   | Main Card | Main Card | Main Card |
| ---------------- | ---------------------- | ----------------- | --------- | ----------------- | ------------------------------------------- | --------- | --------- | --------- |
|                  | Pesi massimi           | Matt Mitrione     | vs.       | Sergei Kharitonov | No Contest (calcio all'inguine accidentale) | 1         | 0:15      |           |
|                  | Pesi welter            | Logan Storley     | batte     | Ion Pascu         | Decisione unanime (30–27, 30–26, 30–26)     | 3         | 5:00      |           |
|                  | Pesi gallo             | Eduardo Dantas    | batte     | Toby Misech       | Decisione unanime (29–28, 30–27, 30–27)     | 3         | 5:00      |           |
|                  | Pesi gallo             | John Douma        | batte     | Mike Kimbel       | Sottomissione (triangle choke)              | 1         | 2:51      |           |
|                  | Catchweight (175 lbs.) | Austin Vanderford | batte     | Cody Jones        | Sottomissione (arm-triangle choke)          | 1         | 4:49      |           |
| Card Preliminare |                        |                   |           |                   |                                             |           |           |           |
|                  | Pesi welter            | Billy Goff        | batte     | Ryan Hardy        | Decisione unanime (29–28, 29–28, 29–28)     | 3         | 5:00      |           |
|                  | Pesi mosca             | Zarrukh Adashev   | batte     | Ron Arana         | Decisione unanime (29–28, 30–27, 30–27)     | 3         | 5:00      |           |
|                  | Pesi piuma             | Matt Probin       | batte     | Ali Zebian        | Decisione non unanime (29–28, 28–29, 29–28) | 3         | 5:00      |           |
|                  | Pesi piuma             | Pete Rogers       | batte     | Jason Rine        | KO tecnico (pugni)                          | 2         | 0:50      |           |
|                  | Pesi massimi           | Steve Mowry       | batte     | Darion Abbey      | Sottomissione (kimura)                      | 1         | 1:27      |           |
|                  | Pesi piuma femminili   | Amanda Bell       | batte     | Amber Leibrock    | KO tecnico (pugni)                          | 1         | 3:52      |           |
|                  | Pesi atomo femminili   | Lindsey VanZandt  | batte     | Tabatha Watkins   | KO tecnico (pugni)                          | 2         | 3:25      |           |
|                  | Pesi medi              | Pat McCrohan      | batte     | Jason Markland    | KO tecnico (pugni)                          | 1         | 1:11      |           |